# والسو هولم
والسو هولم (دانمارکی: Valsø Holm؛ ‏ ۳۱ دسامبر ۱۹۰۶ – ۱۹ دسامبر ۱۹۸۷) بازیگر اهل دانمارک بود.
از فیلم‌ها و مجموعه‌های تلویزیونی‌ای که وی در آن نقش داشته‌است، می‌توان به مأمور ۶۹ ینسن در برج قوس، گرترود، بیا کنار تخت من و بمبی بیت و من اشاره کرد.